# Большие Малошевины
Большие Малошевины — деревня в Вышневолоцком городском округе Тверской области.

## География
Находится в центральной части Тверской области на расстоянии приблизительно 20 км по прямой на север-северо-восток от города Вышний Волочёк на восточном берегу озера Шишево.

## История
Была отмечена как Малошевина на карте 1825 года. В 1859 году здесь (деревня Вышневолоцкого уезда) было учтено 20 дворов. До 2019 года входила в состав ныне упразднённого Сорокинского сельского поселения Вышневолоцкого муниципального района.

## Население
Численность населения составляла 176 человек (1859 год), 18 (русские 100%) в 2002 году, 9 в 2010.